# Eduard Schulte (Industrieller)
Eduard Reinhold Karl Schulte (* 4. Januar 1891 in Düsseldorf; † 6. Januar 1966 in Zürich) war ein deutscher Industrieller. Er war Generaldirektor des größten deutschen Zinkproduzenten Georg von Giesches Erben und ein Gegner des Nationalsozialismus, der im Juli 1942 Informationen über die Ermordung der europäischen Juden in den NS-Vernichtungslagern an England und die Vereinigten Staaten weitergab.

## Ausbildung und berufliche Entwicklung

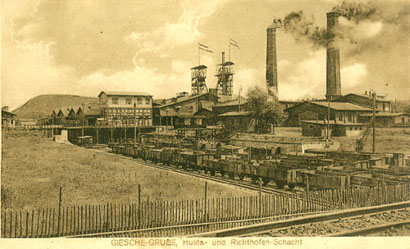
Historische Aufnahme der Gieschegrube Kopalnia Węgla Kamiennego Wieczorek, um 1915

Schulte wurde in eine großbürgerliche Düsseldorfer Familie geboren. Er studierte nach dem Abitur in Bonn, Köln und Erlangen Rechtswissenschaft, wurde 1912 promoviert und begann seinen beruflichen Werdegang 1913 als Wirtschaftsjurist in der Berliner Handels-Gesellschaft, damals eine der größten deutschen Banken. Im Ersten Weltkrieg war er 1916 im Beschaffungsamt des Kriegsministeriums für die kriegswichtige Erzeugung von Fetten zuständig und damit auch für die deutsche Seifenproduktion. Diese Kontakte waren ihm nützlich, um 1921 Geschäftsführer der Sunlicht-Seifenfabrik AG in Mannheim zu werden, einer Vorläuferin des Unilever-Konzerns.
1925, mit 35 Jahren, wurde Schulte Generaldirektor des Bergwerkskonsortiums „Bergwerksgesellschaft Georg von Giesche’s Erben“ mit 30.000 Mitarbeitern. Laut der „New York Times“ waren die Giesche-Werke eines der „wertvollsten Unternehmen in Europa“.
1926 übernahmen US-amerikanische Investoren um W. Averell Harriman und die Privatbank Brown Brothers Harriman gemeinsam mit dem Bergwerks-Trust Anaconda Copper Mining die „Giesche Company“. Mit der Übernahme wurde das Unternehmen als „Silesian-American Corporation“ („Schlesisch-Amerikanische Gesellschaft“) in Delaware registriert, der Geschäftsführer wurde Prescott Bush. Giesche betrieb zwischen den beiden Weltkriegen eines der größten Zinkbergwerke Europas und förderte 40 Prozent des gesamten polnischen Zinks, war mit einer jährlichen Förderung von 3.500.000 Tonnen einer der größten Steinkohleförderer und besaß Hüttenwerke, Walzwerke und weitere Industrieanlagen sowie umfangreiche Land- und Forstwirtschaftsflächen. Der Produktionsmanager war Otto Fitzner, ein Veteran der NSDAP und enger Bekannter von Karl Hanke, einem der führenden Nationalsozialisten in Schlesien. Mit der Besetzung Polens durch das Deutsche Reich wurde das Konsortium 1940 unter deutsche Verwaltung gestellt. Ein Generalmanager der US-Interessenvertretung saß in der Schweiz. Die Geschäftsbüros der Giesche Company befanden sich in der Nähe von Birkenau, dem Standort des Konzentrationslagers Auschwitz-Birkenau.
Das Hauptgeschäft war die Gewinnung von Zink, einem kriegswichtigen Rohstoff. 1933 traf Schulte erstmals mit Führern des nationalsozialistischen Deutschlands, unter anderen mit Adolf Hitler, zusammen und wandte sich, zumindest innerlich, von deren Politik ab. Er war Teilnehmer des Geheimtreffens vom 20. Februar 1933, bei dem Hitler vor führenden Wirtschaftsvertretern seine politischen Ziele darlegte. Schultes Rolle in der Produktion kriegswichtiger Güter sorgte für seine Ernennung zum Wehrwirtschaftsführer.

## Widerstand gegen den Nationalsozialismus
Beruflich reiste Eduard Schulte viel zwischen dem Firmensitz Breslau und Zürich, wo Finanzgeschäfte, unter anderem auch an der polnischen Regierung vorbei, abgewickelt wurden. Ab 1939 wurde er über einen polnischen Agenten zu einem wichtigen Informanten für jüdische Organisationen, die Schweiz und Geheimdienste der Alliierten. Aufgrund seiner Tätigkeit war ihm die Struktur der deutschen Kriegswirtschaft inklusive des Zwangsarbeitersystems und der Konzentrationslager bekannt. Geheime Informationen erhielt Schulte durch seinen Stellvertreter Otto Fitzner, einen fanatischen Nationalsozialisten und Freund des schlesischen Gauleiters Karl Hanke, sowie seinen Vetter Hermann, der für die deutsche Abwehr arbeitete; so hatte er schon im April 1941 Kenntnis vom geplanten Angriff auf die Sowjetunion, welcher am 22. Juni desselben Jahres erfolgte.
1942 erfuhr Eduard Schulte von der beabsichtigten „Endlösung der Judenfrage“, nachdem Fitzner am 17. Juli 1942 an einem Zusammentreffen der oberschlesischen NSDAP-Gauleitung mit Heinrich Himmler teilgenommen hatte. Über einen Geschäftspartner, Isidor Koppelmann, und Benjamin Sagalowitz, einen jüdischen Journalisten, der in der Schweiz die Informations- und Pressestelle der Jüdischen Nachrichten aufgebaut hatte, gab Eduard Schulte im Juli 1942 die Information über den Beginn der systematischen Vernichtung der Juden in Deutschland an Gerhart M. Riegner weiter, damals Vertreter des Jüdischen Weltkongresses in der Schweiz.

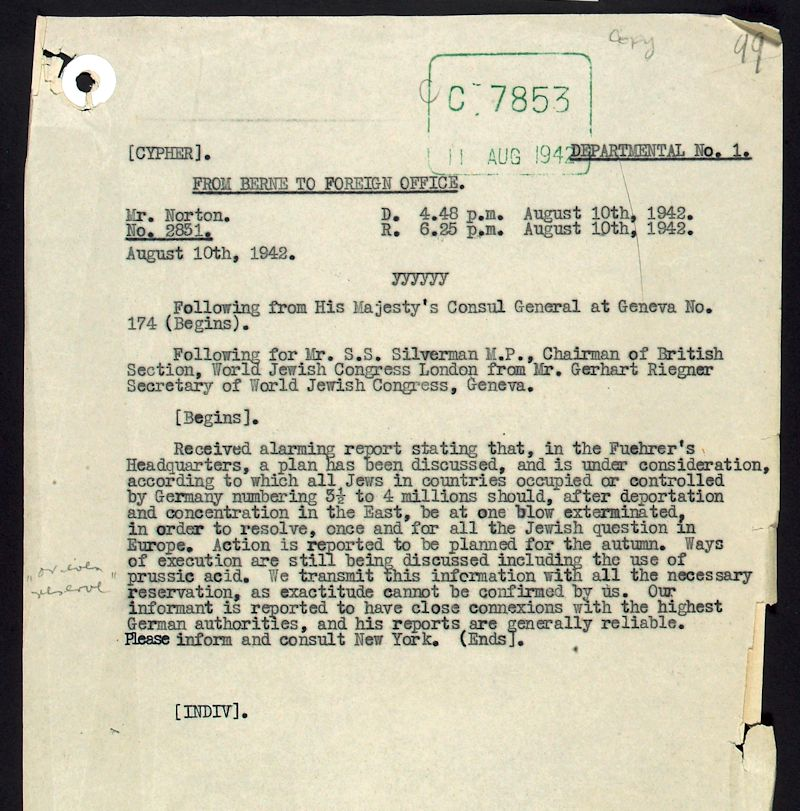
Das Riegner-Telegram, der entscheidende Beleg dafür, dass die Westalliierten frühzeitig von Hitlers Mordabsichten wussten.

Riegner leitete die Nachricht an die zuständigen Stellen der Alliierten weiter. Es enthielt die alarmierende Nachricht, im Führerhauptquartier sei „der Plan diskutiert und erwogen worden, in deutsch besetzten und kontrollierten Ländern alle Juden, eine Anzahl von 3½ bis 4 Millionen, nach Deportation und Konzentration im Osten mit einem Schlag auszurotten, um ein für alle Mal die Judenfrage in Europa zu lösen Stop (…) Blausäure in Diskussion Stop (…)“.
Das Telegramm traf im Außenministerium der Vereinigten Staaten und im britischen Außenministerium ein. Die Diplomaten des US-Außenministeriums leiteten es nicht weiter – das Ganze sei nur „ein wildes, von jüdischen Ängsten inspiriertes Gerücht“, hieß es in der Fehleinschätzung des Office of Strategic Services (OSS), des Geheimdienstes des US-Kriegsministeriums. Besonders der Hinweis auf Blausäure wurde als unglaubwürdig eingestuft. Zyklon B, das Gas, welches in den Vernichtungslagern zum Massenmord eingesetzt wurde, war Blausäure in Granulatform. Bereits Riegner vermutete hinter dem Desinteresse antisemitische Beweggründe der kontaktierten Diplomaten. Eine spätere Untersuchung bestätigte seine Vermutung. Es war Sydney Silverman, einem jüdischen Parlamentsmitglied der Labour-Party, zu verdanken, dass Schultes Nachricht schließlich trotz der Informationsblockade des US-Außenministeriums zu Stephen Wise, dem Gründer und Präsidenten des Jüdischen Weltkongresses, durchdrang.
Im November 1942 wurde die Silesian American Corporation unter direkte Regierungskontrolle der USA unterstellt. Der Beschlagnahmungsbefehl aufgrund des Gesetzes über Handel mit dem Feind beschrieb die Schlesisch-Amerikanische Gesellschaft als eine „US Holding Company mit deutschen und polnischen Tochterfirmen“, die große und wertvolle Kohle- und Zinkbergwerke in Schlesien, Polen und Deutschland kontrollierten. Weiter hieß es da, dass diese Besitztümer seit September 1939 (als Hitler den Zweiten Weltkrieg begann) unter Kontrolle des Naziregimes gestanden hätten, das sie in den Dienst des Krieges gestellt habe. Erst im Dezember 1942 veröffentlichten die Alliierten eine Erklärung gegen die deutsche Politik der Judenvernichtung.
Schulte unternahm es darüber hinaus, einen befreundeten jüdischen Unternehmer rechtzeitig zu warnen, und unterstützte ihn, so dass dieser sich mit seiner Familie in Sicherheit bringen konnte.
Seinen Einsatz hätte Schulte fast mit seinem Leben bezahlt: Ende 1943 wurde er verraten, konnte aber rechtzeitig von Breslau in die Schweiz fliehen, nachdem er vor einer drohenden Verhaftung gewarnt worden war. Er blieb in Zürich, finanziell unterstützt von dortigen Geschäftsfreunden und Bankiers. Er arbeitete hier mit Allen Dulles zusammen, der für das OSS tätig war, und entwarf Pläne für die wirtschaftliche Entwicklung Deutschlands nach dem Zweiten Weltkrieg.

## Nach dem Krieg

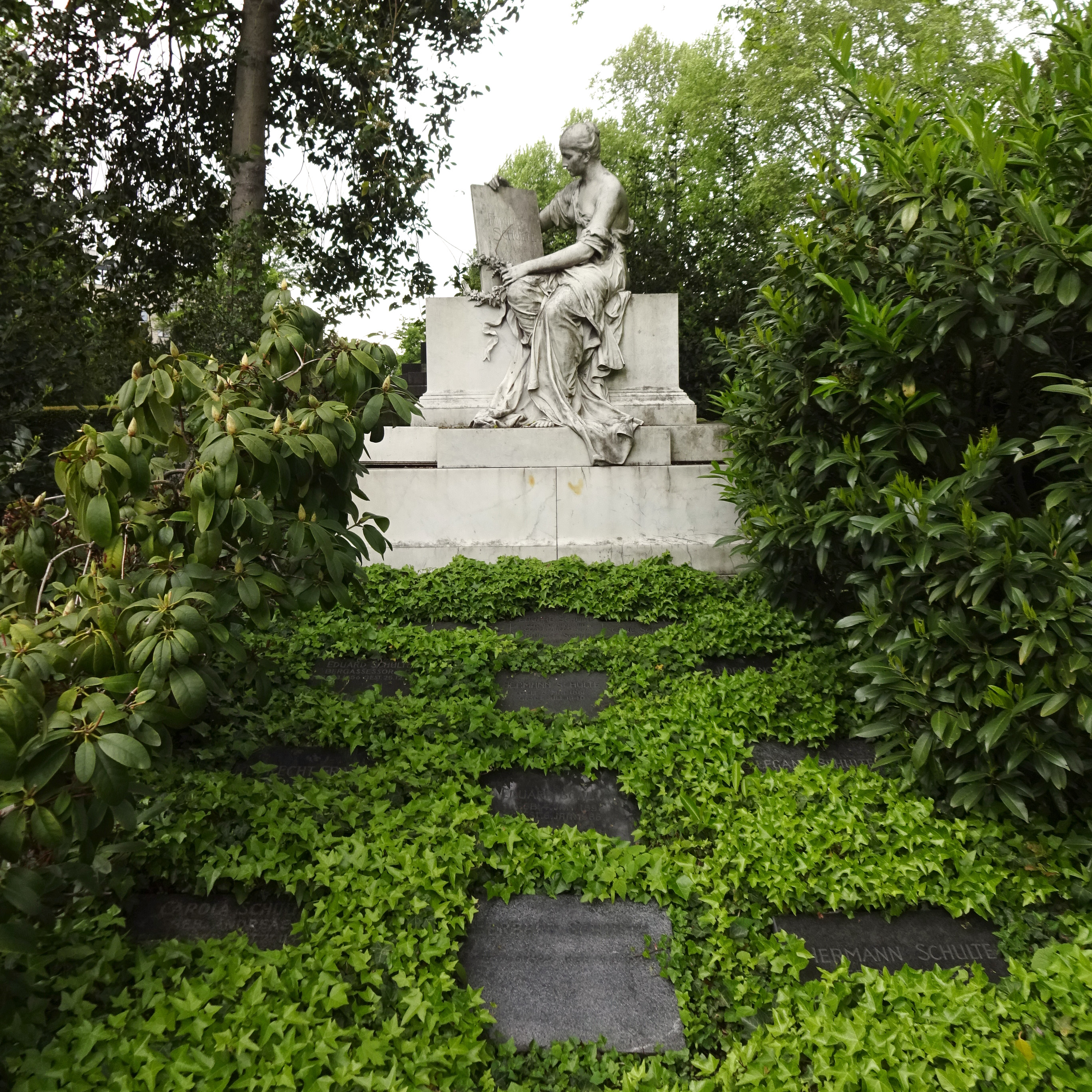
Grabstätte Schulte, Bildhauer Friedrich Kühn, Nordfriedhof Düsseldorf

Im August 1945 ging Schulte als Berater der amerikanischen Militärregierung nach Berlin, wurde aber trotz seiner Verdienste nicht in die engeren Entscheidungskreise beim Wiederaufbau Deutschlands mit einbezogen. Daher verließ er Deutschland 1946 wieder und kehrte in die Schweiz zurück. Ein Lastenausgleich für seine Verluste an der Gesellschaft Georg von Giesches Erben blieb ihm als Wehrwirtschaftsführer verwehrt. In der Folge lebte er zurückgezogen in der Schweiz und starb Anfang 1966, zwei Tage nach Vollendung seines 75. Lebensjahrs, in Zürich. Als seine Witwe für die Verluste im Osten staatliche Entschädigungsleistungen beantragte, verweigerten die Richter der Bundesrepublik Deutschland das unter Hinweis auf die von ihnen als Straftat gewertete Weitergabe von Informationen an die Alliierten, also als Verrat.
Eduard Schulte wurde im Familiengrab auf dem Nordfriedhof in Düsseldorf beigesetzt.

## Ehrung
Dass Schulte die Quelle der Informationen für das berühmte Riegner-Telegramm war, blieb ein wenig bekanntes Geheimnis, bis es von Historikern Ende der 1970er-Jahre ausgegraben wurde. 1986 zeichneten die Historiker Walter Laqueur und Richard Breitman in ihrem Buch Breaking The Silence, in deutscher Übersetzung als Der Mann, der das Schweigen brach. Frankfurt u. a. 1988, ein detailliertes Porträt Schultes.
In Schultes Geburtsstadt Düsseldorf trägt eine kleine Straße seit dem 18. Mai 1993 seinen Namen. Die örtliche Vereinigung der Verfolgten des Naziregimes – Bund der Antifaschistinnen und Antifaschisten hatte eine solche Ehrung beantragt.
Nach Auffassung Bernward Dörners war Schulte „die wohl wichtigste Einzelperson, von der die internationale Öffentlichkeit erfuhr, dass Hitler tatsächlich alle europäischen Juden in seinem Herrschaftsbereich physisch vernichten wollte“.